# ステファン・ミロシェヴィッチ (1995年4月生のサッカー選手)
ステファン・ミロシェヴィッチ（セルビア語: Стефан Милошевић, Stefan Milošević、1995年4月7日 - ）は、セルビアのサッカー選手。ポジションはDF。

## クラブ歴
ポジャレヴァツで生まれコストラツで育ち、FKルダル・コストラツでサッカーを始めた。11歳の時にレッドスター・ベオグラードに移り、4年後にパルチザン・ベオグラードに移籍した。
2013-14シーズンにFKスパルタク・スボティツァで選手となった。8月10日にセルビア・スーペルリーガデビュー。初シーズンはリーグで15試合に出場し、翌シーズンは左サイドバックのレギュラーとして26試合に出場した。2015 FIFA U-20ワールドカップから帰還すると、背番号を11番に変更し2015-16シーズンに臨んだ。ステヴァン・モイシロヴィッチ監督は彼をウイングで起用したが、ネボイシャ・メゼイが負傷すると再び左サイドバックに戻った。同シーズン終了後に1年の契約を残してレッドスター・ベオグラードに移籍した。
2016年5月3日に4年契約でレッドスター・ベオグラードに加入。背番号は21番。10月26日にセルビア・カップで初出場。その後は4月5日まで出場は無かった。数日後に行われた29節でネマニャ・ミリッチに代えて出場した。最終節にはスターティングメンバーとして出場した。2017-18シーズンはトップチームのメンバーから外れ、2017年内の出場は無かった。2月8日に両者合意で契約解除された事が公式に発表された。
2017-18シーズンのウィンターブレイクにスパルタク・スボティツァに復帰。2018年2月14日に2年半契約で加入した。16日に初出場。